# Frieda Linzi
Frieda Linzi (echte naam: Frieda Simons) (Antwerpen, 18 juli 1932 – Wilrijk, 4 november 1998) was een Vlaamse zangeres, actrice en presentatrice.
Linzi staat als zangeres vooral bekend om de hits Rikske met zijn Strikske (1956) en De Tovenaar (1958). Als omroepster was ze verbonden aan verschillende programma’s van de BRT, zoals De Muziekkampioen.  
Op 20 april 1962 deed ze de kranten De Standaard, Het Nieuwsblad, Het Nieuws van de Dag, Het Vrije Volksblad en Het Handelsblad een proces aan vanwege een artikel waarin men haar presentatiestijl op een erg persoonlijke en scherpe manier bekritiseerde. Ze eiste een schadevergoeding, maar de rechter gaf haar uiteindelijk ongelijk. Linzi werd daarop ook ontslagen bij de BRT. 
Tijdens de laatste jaren van haar leven kreeg Linzi borstkanker en ging men bij één borst over tot amputatie. Ze overleed op 4 november 1998 aan de ziekte. 